# Die Niedertracht der Musik
Die Niedertracht der Musik ist ein Erzählband von Alban Nikolai Herbst, der 13 Erzählungen aus den Jahren 1972 bis 2004 enthält. Nach Auskunft des Autors (in einem Interview mit der Zeitschrift phantastisch!, Nr. 7, 2002) sollte der Band bereits im Frühjahr 2003 im Berlin Verlag erscheinen, wurde dann aber erst im Frühjahr 2005 im neu gegründeten Kölner Verlag Tisch 7 veröffentlicht.

## Die Erzählungen
Es folgt eine Übersicht über die Erzählungen mit jeweils kurzer Inhaltsangabe. Die Entstehungsdaten in Klammern hat der Autor 2004 in seinem Weblog Die Dschungel. Anderswelt vermerkt. Die Seitenangaben in Klammern beziehen sich auf die Originalausgabe. Rezensionen sind unten angegeben.

### Roses Triumph (1978)
Der Bürovorsteher Erwin Rose, der in einer Kanzlei arbeitet, merkt eines Tages, in seinem 51. Lebensjahr: „Ich bin frei.“ (S. 15) Dieses für ihn völlig neue Gefühl der Freiheit will er aber nicht preisgeben, indem er diese Freiheit auslebt oder sich jemandem erklärt: „Man mußte sich schützen; niemand sei, wurde ihm klar, stärker auf sein Inkognito angewiesen als der wahrhaft freie Mensch.“ (S. 23) Mit der Verleumdung einer Kollegin gegenüber seinem Chef, dem Anwalt Dr. Dörrbecker, möchte er diese Freiheit testen, stellt seine manipulatorischen Aktivitäten danach aber ein, um nicht entdeckt zu werden. Erst als Dr. Dörrbecker der Schlag trifft, gibt er sich zu erkennen, indem er sich auf dessen Bürostuhl setzt und ihm genüsslich beim Sterben zusieht: „Es ging ihm dabei gut, denn Dr. Dörrbecker war vorsterblich noch zur Kenntnis gelangt, wer sein Bürovorsteher war.“ (S. 24) Nach seiner Pensionierung zieht sich Rose in seinen Schrebergarten zurück, „den er in seinen verbleibenden Jahren nur noch zum Schlafen verließ“ (S. 25). Im Alter von 81 Jahren legt er sich auf ein Rasenstück neben dem Bahndamm und stirbt. „Am Sonntag wurde Erwin Rose begraben. Unerkannt.“ (S. 25) – Auf den Rezensenten Carsten Schwedes wirkt Roses Triumph wie eine „breit ausgewalzte Keuner-Geschichte“.

### Alma Picchiola (1986)

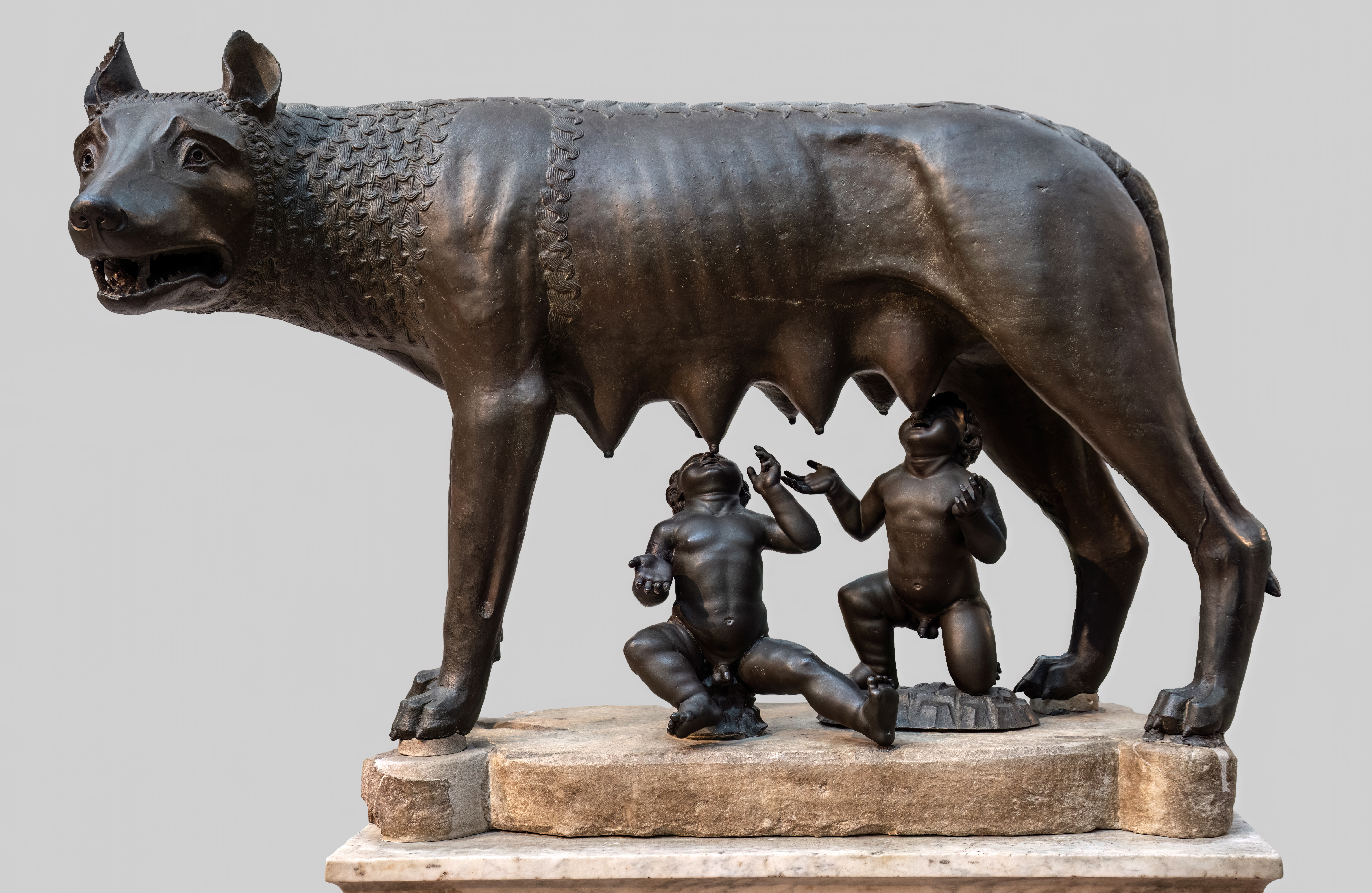
Die kapitolinische Wölfin säugt Romulus und Remus

Giovanni Picchiola und seine zukünftige Frau Emmanuela finden eines Nachts im Kolosseum ein ausgesetztes halbjähriges Baby. An Heimplätzen herrscht Mangel und so adoptieren die Picchiolas das Mädchen und taufen es Alma. Alma entwickelt sich schnell, aber sie neigt schon als Kleinkind zum Ausreißen und zum Sadismus. Die Schule muss sie später verlassen, weil sie jeden, der ihr etwas wegnimmt, wie besessen anfällt. Sie wird in psychiatrische Behandlung gegeben, wo sie sich wegen ihrer überdurchschnittlichen Auffassungsgabe schnell bildet und weiterentwickelt. Zurück in der Schule scheint sich eine Beziehung zu ihrem Mitschüler Giulio anzubahnen, doch irgendwann rastet sie wieder aus. Giulio stirbt auf bestialische Weise. Alma verschwindet. Die Medien sprechen von der „römischen Wölfin“. Zehn Monate später wird Alma aufgegriffen, als sie sich ihres Neugeborenen im Kolosseum entledigen will. Die herannahenden Wachleute fällt sie an und wird schließlich erschossen. Auch ihr Säugling stirbt: „Manche aber meinen, es sei, zu Frucht und Gedeih der Wissenschaft, das Geschöpf am Leben erhalten worden“ (S. 34). – Die Erzählung spielt offenbar auf die römische Gründungssage an, nach der Romulus und dessen Zwillingsbruder Remus zeitweilig von einer Wölfin gesäugt wurden.

### Die Niedertracht der Musik (1980)
In der titelgebenden Erzählung hält der Terrorist Kastendiek in einem Konsulatsgebäude zwei Frauen als Geiseln, die junge Sylvia Weinbrenner (andere Schreibweise: Silvia) und die alte Frau Marx. Kastendiek fordert die Freilassung seiner Genossen. „Wenn in vier Stunden die Genossen nicht frei sind, schneide ich alle dreißig Minuten einer der Frauen einen Finger ab.“ (S. 38) Der Einsatzleiter, Polizeirat Michels, weiß sich nicht zu helfen. Sylvias Mann tobt am Tatort „durchweg von Sinnen“ (S. 39), erinnert aber an die „große Klangwolke über Linz“ (S. 40). Daraufhin werden 11 Lautsprecher aufgestellt, aus denen eine Sinfonie erschallt. Aber nicht die Lautsprecher, sondern „das Pflaster, die Häuser, der Regen selbst schienen Musik auszustoßen, zu erbrechen mitunter“ (S. 40). Die Polizei stürmt schließlich das Haus und erschießt aus Versehen die alte Frau Marx. Sylvia Weinbrenner hält den bereits toten Kastendiek in ihren Armen und erklärt: „Er ist einfach so gestorben zwischen meinen Händen. (…) Er hat mich geliebt, müssen Sie wissen.“ (S. 42) Sie geht aus dem Gebäude, erkennt ihren Mann nicht mehr, verlässt die Stadt. „Seither ist ihrem Mann nichts fürchterlicher als Musik.“ (S. 42)

### Der Gräfenberg-Club (1995)
Der Erzähler, der sich als Autor Alban Nikolai Herbst bezeichnet, findet in der FAZ folgende Anzeige: „Wir suchen Gleichgesinnte mit Führerqualitäten zwecks Neuordnung der Gesellschaft als gemeinsame Freizeitgestaltung.“ (S. 43) Herbst zeigt sich interessiert und erhält vom Gräfenberg-Club einen Fragenkatalog mit 5 völlig unklaren Wissensfragen, die er doch beantworten solle. Obwohl er mit diesen nicht viel anzufangen weiß, reizt ihn deren Beantwortung. Nach einem Antwortschreiben Herbsts, in dem er um mehr Zeit („noch anderthalb Jahre“, S. 47) bittet, wird er von einem Dr. Latimer zu einem Gespräch nach Frankfurt am Main eingeladen. Latimer („Ich bin Dolmetscher griechischer Herkunft.“, S. 49) stellt ihm weiter die verschiedensten, willkürlichsten Fragen, fordert Herbst dann aber auf, sich einen Mitgliedschaftsantrag zu holen. Im Clubsaal schlägt er den Gräfenberg-Club betreffende Dinge nach, und zwar in der „Enzyklopedia Babilonica“, die von einem Jorge Luis Borges herausgegeben wurde (vgl. S. 51). Während er umherblättert, ändern sich die Inhalte der Enzyklopädie. Die wechselnden Realitäten verwirren ihn zunehmend. Plötzlich taucht ein alter Mann auf, der sich als Ernst Gräfenberg ausgibt und laut Enzyklopädie 113 Jahre alt sein müsste. Der Alte teilt dem ungläubigen Herbst mit: „Sie haben nicht zu wenig Fantasie, (…) aber Sie wissen sie nicht zu nutzen.“ (S. 55) Zu der seltsamen sich ändernden Enzyklopädie vermerkt Gräfenberg: „Die Babilonica enthält nur die Gegenwart“: „Was nicht auf sie wirkt, radiert sie aus.“ (S. 58) Der Autor verlässt das Anwesen, findet anschließend keine Spur des Clubs mehr und sieht sich „am Anfang eines langen und schrecklichen Krieges, den das Undenkbare der Realität erklärt hat“ (S. 59).

### Besuch auf dem Lande (1973)
Die Erzählung spielt in einer Welt, die strikt in Stadt und Land aufgeteilt ist. Das Leben in den Städten bestimmen simulative Prozesse. Bei einer Fahrt aufs Land sind Sicherheitsvorkehrungen vonnöten, denn dort herrscht statt Simulationen das „Unmittelbare“ (S. 67). Der Erzähler und seine Frau Katrin besuchen den Marmeladenproduzenten Schmidt auf dem Lande und leben dort diese Unmittelbarkeit aus, indem sie Kamele zu Tode quälen und einen so genannten Wilden erschießen. Beide genießen den Ausbruch von Schmerz bei ihren Gewaltobjekten, der sie an Spuren eigener Empfindsamkeit erinnert. Als Katrin auf der Rückfahrt ein Rehkitz langsam zu Tode sticht, glaubt der Erzähler, „daß Katrin wirklich einmal etwas empfunden habe“ (S. 69). – Besuch auf dem Lande erinnert an Aldous Huxleys Roman Schöne neue Welt, an die Unterscheidung zwischen Zivilisation – die bei Herbst komplett simuliert, bei Huxley durch die obligatorische Einnahme von Soma reguliert wird – und Wildnis. Wie bei Huxley tritt ein Wilder auf, ein „Männchen von vielleicht einsachtzig mit dunklem wirren Haar“ (S. 69).

### Der Sieg (1973)

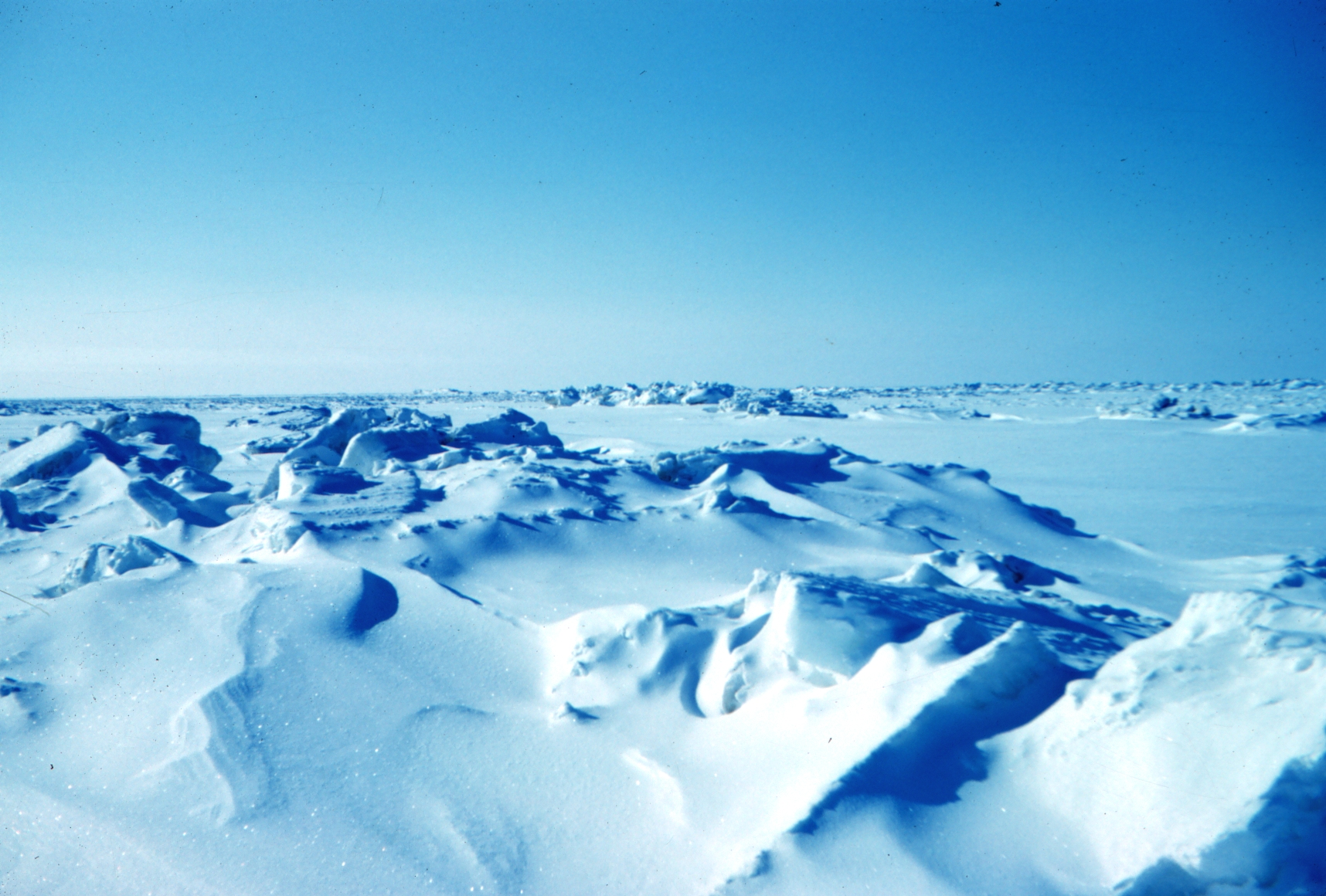
Landschaft im ewigen Eis

Die Erzählung spielt ohne direkte Orts- und Zeitangabe irgendwo im zivilisationsfernen ewigen Eis. In einer Baracke sind drei Männer stationiert, Wolfgang, Georg (der kommandierende Oberst) sowie der namenlose Erzähler. Georg kündigt irgendeinen nicht näher erläuterten Besuch an und möchte, dass die beiden anderen derweil für zwei Wochen die Baracke verlassen und im ewigen Eis patrouillieren. Ihr Überleben scheint völlig ungewiss zu sein, doch willigen beide ein. Georg wettet gegen die beiden um einen dreistelligen Geldbetrag, dass sie es nicht schaffen zu überleben. Unterwegs stirbt Wolfgang dann tatsächlich an Erschöpfung, doch der Erzähler kann zur Baracke zurückkehren. Dort erklärt ihm Georg enttäuscht: „Sie kommen nicht. Sie holen uns nicht.“ (S. 77) Am Ende spaziert der Erzähler wieder hinaus, offenbar dem erlösenden Tod entgegen.

### Main River (2002)
Die Erzählung spielt am Ende eines nicht näher bezeichneten Antiterrorkriegs. Ein Merkmal ist die kontaminierte Umwelt: „ein seltsam silbriger Nebel leuchtet über fließenden Gewässern, eine Art Bleischimmer“. Der Auftrag der Soldaten, zu denen der Erzähler George gehört, lautet: „Keine Überlebenden, alles sofort verbrennen, was genetisch menschenähnlich ist.“ (S. 80) Sie töten auf ihrem Weg durch Deutschland (Eschborn, Mannheim und Frankfurt werden genannt) Sunniten, Araber, Afghanen („wer hält die schon auseinander?“, S. 81) und Deutsche, die als Guerilleros bezeichnet werden: „die Feiglinge. Es war gut, daß es ein Ende mit ihnen und dem Terror hatte. Wir würden sie unnachgiebig dezimieren, auch wenn wir unsere Scheißkommandos im Grunde widerlich fanden.“ (S. 82) Der Private Karl Smith, ein Kamerad des Erzählers, gewinnt der Vernichtung der Städte auch positive Seiten ab: „Imgrunde (…) haben uns die Terroristen unsere Grundwerte zurückgegeben. Trinken, essen, sich fortpflanzen. Redlich leben“ (S. 84). – Main River ist eine kaum verbrämte Allegorie auf den Krieg der USA gegen den Terrorismus nach dem 11. September. Die Bezeichnung „Feiglinge“ könnte direkt auf die von George W. Bush so genannten „cowardly acts“ (coward = dt. Feigling) der Terrorflieger zurückzuführen sein. – Der Titel Main River ist übrigens nicht als „Haupt-Fluss“ zu übersetzen, sondern bezieht sich auf den Main.

### Gaudís Klinke (2002)
Gaudís Klinke ist eine Erzählung über die eigenartig restriktiven futuristischen Räumlichkeiten in einem Architekturunternehmen. Wände scheinen unerreichbar und die verschiedenen beschriebenen Klinken die eigentlichen Türen zu sein, die durch ihre Unförmigkeit und ihre ständige Bewegung und Veränderung fast unüberwindbare Schwellen darstellen. Der Erzähler, der sich öfters zu Terminen mit einem Klaus Verheusen einfindet, muss die meiste Zeit wartend im Empfang verbringen. Wenn er dann endlich vorgelassen wird, landet er in einem Großraumbüro. Als der älteste der vier im Empfang tätigen Bediensteten Verheusens vor der Entlassung steht, scheint der Erzähler dessen Platz einzunehmen. Am Ende wird als eine Art Pointe ein Erzählrahmen nachgeschickt, in dem suggeriert wird, dass Verheusen selbst die Erzählung einen „Herrn Charlier noch auf der Türschwelle sehen ließ“ (S. 96). – „Die (…) geschilderten Schwierigkeiten, zu einem ominösen Auftraggeber zu gelangen, erinnern deutlich an Kafka“, schreibt Carsten Schwedes in seiner Rezension.

### Nachruf auf Asmus Hornáček (1995)

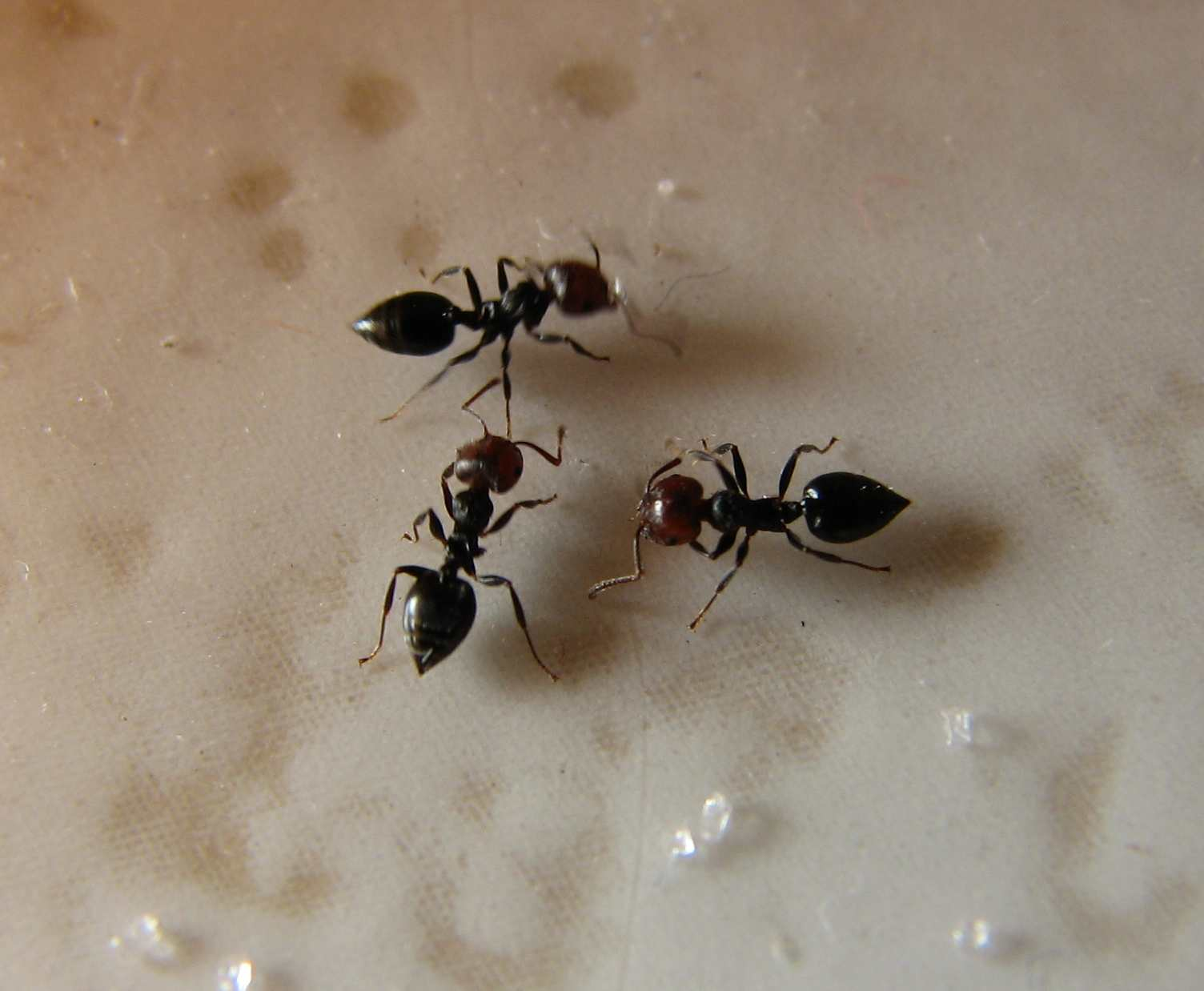
Ameisen

Diese Erzählung ist formal ein (längerer) Nachruf auf den (fiktiven) Wissenschaftler Asmus Hornáček, der 1902 geboren wurde. Während von Anfang an durchschimmert, dass irgendein schreckliches Ereignis am Ende von Hornáčeks Laufbahn steht, wird dessen Biografie ausgebreitet. So wurde er dreimal promoviert (in Biologie, in Philosophie, später auch in Theologie) und hat sich einmal habilitiert („über ein genetisches Thema“, S. 99). Die Mixtur seiner studierten Fächer hat ihn schließlich zur Sozialbiologie geführt. 1934 ging er von Prag nach Deutschland, verließ dieses aber 1939 wieder, weil er seine Forschung – er hatte offenbar im Bereich der Schädlingsbekämpfung gearbeitet – nicht instrumentalisieren lassen wollte. 1950 verließ er die USA angesichts des Koreakrieges aus demselben Grund wieder Richtung Europa. Seit 1929 hatte er sich mit der Organisation von Ameisenarten beschäftigt, und genau das scheint ihm später auch zum Verhängnis geworden zu sein. Der Erzähler berichtet noch einiges von den theologischen Implikationen der Arbeiten seines Freundes, den er durch diesen Nachruf auch gegen diverse Negativschlagzeilen verteidigen will, und kommt dann zum Showdown. Hornáček hatte sich dank eines ominösen Mäzens in eine Liegenschaft bei St. Gallen zurückgezogen, und dort war dann eines seiner Experimente mit mutierten Ameisen aus dem Ruder gelaufen. Obwohl dieser Unfall offenbar zu einer Bedrohung der Welt gereicht, will der Erzähler den Ameisenforscher rehabilitiert wissen und schließt: „Ich trauere um Asmus Hornáček.“ (S. 106)

### Initiation (2001)
Laut Herbsts Weblog Die Dschungel. Anderswelt sollte der Titel dieser Erzählung, die im Gestus einer Beichte daherkommt, ursprünglich „Tante“ lauten. Warum, das wird leicht deutlich: Die Tante des Erzählers („Sie war unfaßbar schön.“, S. 110) hat mehrere von dessen Schulkameraden entjungfert, die alle unter anderem „eine sehr frühreife Form von Intelligenz“ besitzen mussten. Auch den Erzähler hat sich die Tante dann eines Tages vorgenommen, und diese „Initiation“ beichtet er jetzt. Als die Tante irgendwann stirbt, erscheint zu ihrer Beerdigung keine einzige Frau, aber „um die einhundert Männer“ (S. 111).

### Joana. Nachtstück (1978)
Sechs junge Leute sind beisammen, sie schauen einen Krimi und verbringen den Abend. Ein Mädchen ist dabei, das sich in den Erzähler verliebt. Dabei ist die Erzählperspektive teilweise recht undurchsichtig, wechselt zwischen „Ich“ und „Er“, zwischen dem Erzähler und einem Alter Ego. Bei einem spontanen Spiel, bei dem sich gegenseitig passendere Vornamen ausgesucht werden, weist er dem Mädchen den Namen „Joana“ zu (S. 126). Am nächsten Morgen findet er im Badezimmer Joana tot in einer Blutlache und informiert die anderen. Als Referenztext nennt die Erzählung am Anfang und am Ende die „Nachtwachen“ des Bonaventura.

### Kette (1987)
Die Erzählung (mit 30 Seiten die längste des Bandes) beginnt und endet mitten im Satz. Auch die Übergänge zwischen den insgesamt 20 Abschnitten finden mitten im Satz statt. Gregor von Darlhaus lernt auf einer Vernissage die Künstlerin Martha Werschowska kennen, von der er sich eine Affäre erhofft. Von ihr in den Bann gezogen, besucht er sie, doch statt der Affäre wird er von ihr als lebendes Modell für ihre Bilder benutzt. Die Werschowska sagt von sich selbst, dass sie gegenständliche Malerei bevorzuge. Wie das gemeint ist, wird Stück für Stück klarer: „Sie sei eine Liebhaberin des Konkreten. Der Haut.“ (S. 142) Denn: „Sie könne sich bemühen, wie immer sie wolle, hat mir die Dame erzählt, immer fehle dem Abbild das Leben.“ (S. 146) Deshalb viviseziert sie ihre Modelle und benutzt deren Körperflüssigkeiten als Material für ihre Bilder, etwa das Sperma, das sie dem geschundenen Darlhaus in ein Reagenzglas abzapft. – Diese Erzählung, die das Herbst’sche Thema Körperlichkeit auf die Gegenständlichkeit von Malerei überträgt, wurde bereits in der Zeitschrift Sinn und Form Nr. 2/1997 veröffentlicht.

### Isabella Maria Vergana (2004)

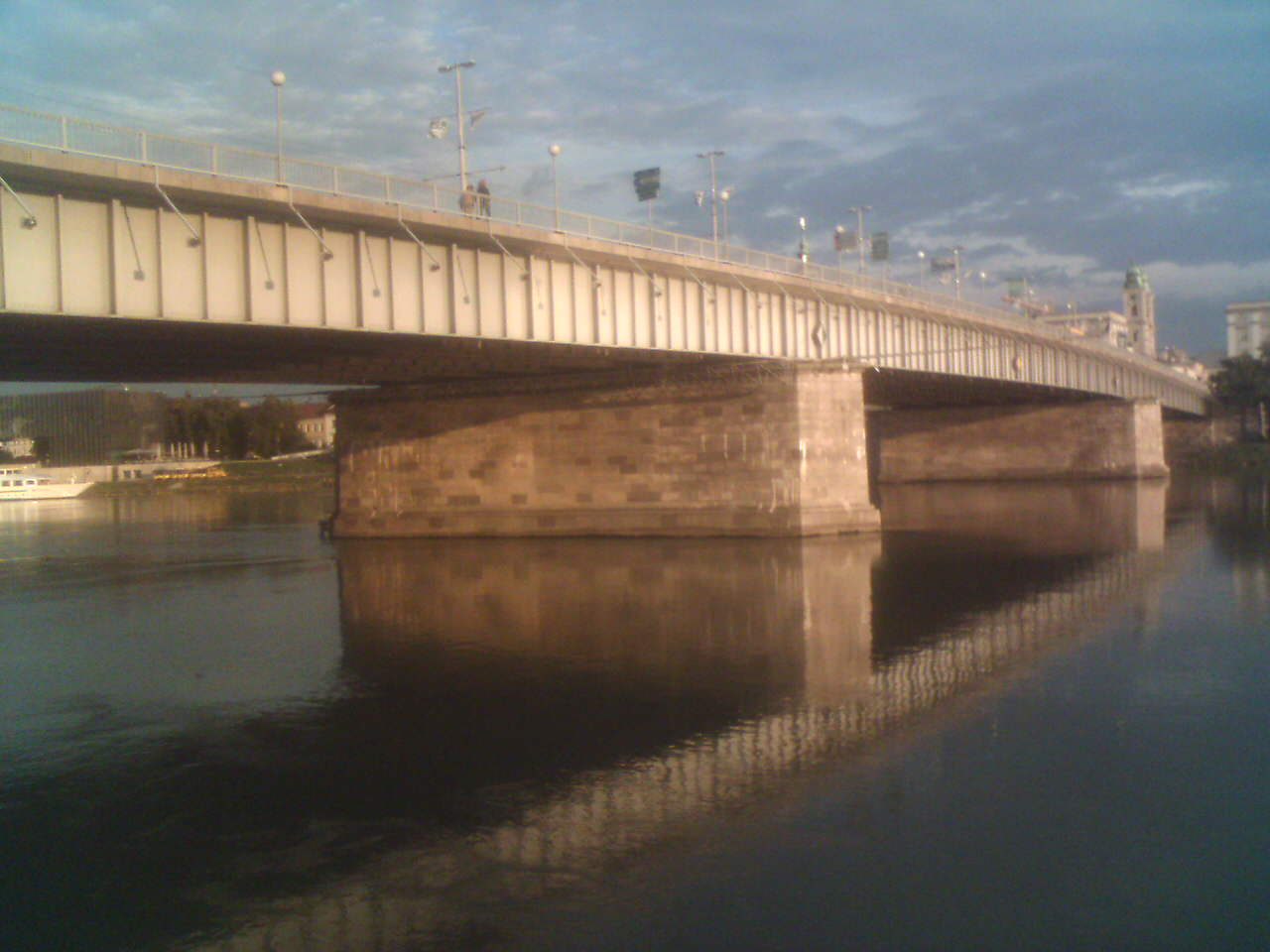
„Vieles endet am Wasser“ (S. 186): Die Nibelungenbrücke in Linz, die auch im Text vorkommt

Diese neuere Erzählung von Alban Nikolai Herbst zählt offenbar zu seinen eigenen Lieblingstexten, denn seit Anfang 2005 hat er sie mehrfach auf seinen Lesungen vorgetragen. Der Erzähler, der den Namen des Autors trägt, hat an einem Symposium in Linz teilgenommen und befindet sich nun, am 23. Mai 2004, auf der Rückreise nach Berlin. Während der Fahrt versucht er sich an die Geschehnisse der letzten Nacht zu erinnern. Er war in einer Kneipe bei einem Tanz- und Gesangsabend einer gewissen Isabella Maria Vergana gewesen. Er schildert sie als „mädchenhaft wirkende Indianerin, vielleicht Halbindianerin, doch von deutlich asiatischem Einschlag. Sie mochte sechzehn, höchstens siebzehn Jahre alt sein.“ (S. 168) Nach der Beschreibung des intensiven Blickkontakts bereits vor Beginn der Show nimmt der Erzähler das Ende vorweg: „Ich habe Maria Vergana erwürgt. Sie schlug mich. Sie zerkratzte mein Gesicht, meinen Hals, meinen Oberkörper.“ (S. 169) Es hat für andere Zuschauer zunehmend den Anschein, dass die Vergana den Erzähler kennt, und tatsächlich begreift dieser, dass er ihr schon einmal begegnet sein muss. Er meint dies jedoch nicht wörtlich, sondern metaphysisch, wenn er schreibt, dass er ihr vor Jahren in ihrer südamerikanischen Heimat „in einem anderen, als ein anderer“ (S. 173) gegenübergetreten sei. Er habe ihr damals mehrmals als dieser Andere Versprechungen gemacht, die er nicht gehalten habe, und sie überdies zur Prostitution gezwungen. Der Erzähler Herbst betont im Folgenden zwei sich widersprechende Dinge: einerseits, dass diese Begegnungen tatsächlich stattfanden; andererseits, dass er aber noch nie an diesen Begegnungsorten gewesen sei. Die Erzählung gleitet immer tiefer ins Surreale ab und es wird deutlich, dass die geschilderte Beziehung zwischen Erzähler und Vergana eine Allegorie ist für die teils unheilvolle Begegnung der europäischen Ersten mit der südamerikanischen Dritten Welt. Am Ende verlassen beide zusammen die Kneipe. Statt wieder zu flüchten, sucht der Erzähler diesmal den (auch sexuell motivierten) Kampf mit Isabella Maria Vergana, als diese ihn mit einer Art stählerner Hutnadel attackiert. Planlos irrt er daraufhin durch Linz und nimmt schließlich den Zug nach Berlin. Die Angst vor polizeilichen Ermittlungen wird von dem Gefühl übertrumpft, diese langwierige Geschichte endlich zu einem Ende gebracht zu haben.
In einer „Kleinen poetologischen Anmerkung“ vom Januar 2007 schreibt der Autor: „Die Vergana-Erzählung (…) faßt nahezu sämtliche Stränge, die mich je interessiert haben, in einem einzigen Geschehen zusammen. Von kleinen Ausrutschern der Formulierung in drei oder vier Sätzen abgesehen, ist sie perfekt.“

## Rezensionen
- Martin Halter: Orangenduft und Myrrhe. Alban Nicolai (sic!) Herbsts phantastische Erzählungen. In: Frankfurter Allgemeine Zeitung, 2. Juli 2005. (Zusammenfassung bei perlentaucher.de)
- Carsten Schwedes: Spiegelgefechte mit der Fantasie. In: Titel-Magazin, 9. Oktober 2005.